# IN THE WIND
《IN THE WIND》(인 더 윈드)는 2000년 5월 10일에 발매한 V6의 16번째의 싱글이다.

## 수록곡
1. IN THE WIND
  - 작사：오바타 히데유키, 작곡：사토 치쿠젠, 편곡：고바야시 신고
2. Start me up / 20th Century
  - 작사：토모코 마기스, 작곡/편곡：아사모토 히로부미
  - 기린 비버릿지(Kirin Beverage) 〈트로피카나〉 TV-CM
3. Wild Style / Coming Century
  - 작사：CHINO, 작곡：사사모토 야스사, 편곡：스즈키 마사야
4. IN THE WIND(カラオケ)
5. Start me up(カラオケ)
6. Wild Style(カラオケ)